# Granès
Pour les articles homonymes, voir Grane (homonymie).
Granès [ɡʁanɛs]  est une commune française, située dans le Sud-Ouest du département de l'Aude en région Occitanie.
Au cœur d'un vaste plateau calcaire, exposée à un climat océanique altéré, la commune est drainée par le ruisseau de Granès et le ruisseau de Saint-Ferriol. La commune possède un patrimoine naturel remarquable : un site Natura 2000 (les « hautes Corbières ») et deux zones naturelles d'intérêt écologique, faunistique et floristique.
Granès est une commune rurale qui compte 116 habitants en 2022, après avoir connu une forte hausse de la population depuis 1975. Ses habitants sont appelés les Granettois et ses habitantes les Granettoises.

## Géographie

### Communes limitrophes
Les communes limitrophes sont  Espéraza, Rennes-le-Château, Saint-Ferriol, Saint-Julia-de-Bec et Saint-Just-et-le-Bézu.
|               | Espéraza           | Rennes-le-Château     |
| Saint-Ferriol | Granès             |                       |
|               | Saint-Julia-de-Bec | Saint-Just-et-le-Bézu |

### Hydrographie
La commune est dans la région hydrographique « Côtiers méditerranéens », au sein du bassin hydrographique Rhône-Méditerranée-Corse. Elle est drainée par le ruisseau de Granès et le ruisseau de Saint-Ferriol, qui constituent un réseau hydrographique de 4 km de longueur totale,.

### Climat
Pour des articles plus généraux, voir Climat de l'Occitanie et Climat de l'Aude.
En 2010, le climat de la commune est de type climat océanique altéré, selon une étude s'appuyant sur une série de données couvrant la période 1971-2000. En 2020, Météo-France publie une typologie des climats de la France métropolitaine dans laquelle la commune est exposée à un climat de montagne ou de marges de montagne et est dans la région climatique Pyrénées orientales, caractérisée par une faible pluviométrie, un très bon ensoleillement (2 600 h/an), un air sec, particulièrement en hiver et peu de brouillards.
Pour la période 1971-2000, la température annuelle moyenne est de 12,5 °C, avec  une amplitude thermique annuelle de 15,1 °C. Le cumul annuel moyen de précipitations est de 851 mm, avec 8,5 jours de précipitations en janvier et 5,2 jours en juillet. Pour la période 1991-2020 la température moyenne annuelle observée sur la station météorologique installée sur la commune est de 13,5 °C et le cumul annuel moyen de précipitations est de 724,6 mm,. Pour l'avenir, les paramètres climatiques de la commune estimés pour 2050 selon différents scénarios d’émission de gaz à effet de serre sont consultables sur un site dédié publié par Météo-France en novembre 2022.
| Mois                                  | jan.          | fév.           | mars          | avril           | mai          | juin          | jui.          | août           | sep.           | oct.          | nov.            | déc.             | année      |
| ------------------------------------- | ------------- | -------------- | ------------- | --------------- | ------------ | ------------- | ------------- | -------------- | -------------- | ------------- | --------------- | ---------------- | ---------- |
| Température minimale moyenne (°C)     | 2             | 2,2            | 4,6           | 6,8             | 10,1         | 13,6          | 15,8          | 15,8           | 12,7           | 9,8           | 5,4             | 2,7              | 8,5        |
| Température moyenne (°C)              | 6,1           | 6,7            | 9,6           | 11,9            | 15,4         | 19,2          | 21,7          | 21,8           | 18,3           | 14,6          | 9,5             | 6,8              | 13,5       |
| Température maximale moyenne (°C)     | 10,2          | 11,3           | 14,6          | 17,1            | 20,7         | 24,7          | 27,7          | 27,8           | 23,9           | 19,4          | 13,7            | 10,9             | 18,5       |
| Record de froid (°C) date du record   | −8,7 19.01.17 | −10,8 09.02.12 | −10 01.03.05  | −2,1 14.04.1998 | 0,3 04.05.10 | 5,6 12.06.19  | 8,6 31.07.15  | 7,3 30.08.1993 | 4,6 29.09.1993 | −1 30.10.12   | −6,7 22.11.1998 | −10,3 30.12.1996 | −10,8 2012 |
| Record de chaleur (°C) date du record | 22,3 01.01.22 | 25,8 27.02.19  | 29,5 24.03.01 | 29,9 09.04.11   | 33 30.05.01  | 38,4 17.06.22 | 39,1 16.07.22 | 40,6 23.08.23  | 34,7 03.09.16  | 31,8 10.10.23 | 25,1 02.11.11   | 22 31.12.21      | 40,6 2023  |
| Précipitations (mm)                   | 70,4          | 50,8           | 56,4          | 74,7            | 69,3         | 50,6          | 34,7          | 44,2           | 61             | 69,9          | 76,2            | 66,4             | 724,6      |

### Milieux naturels et biodiversité

#### Réseau Natura 2000

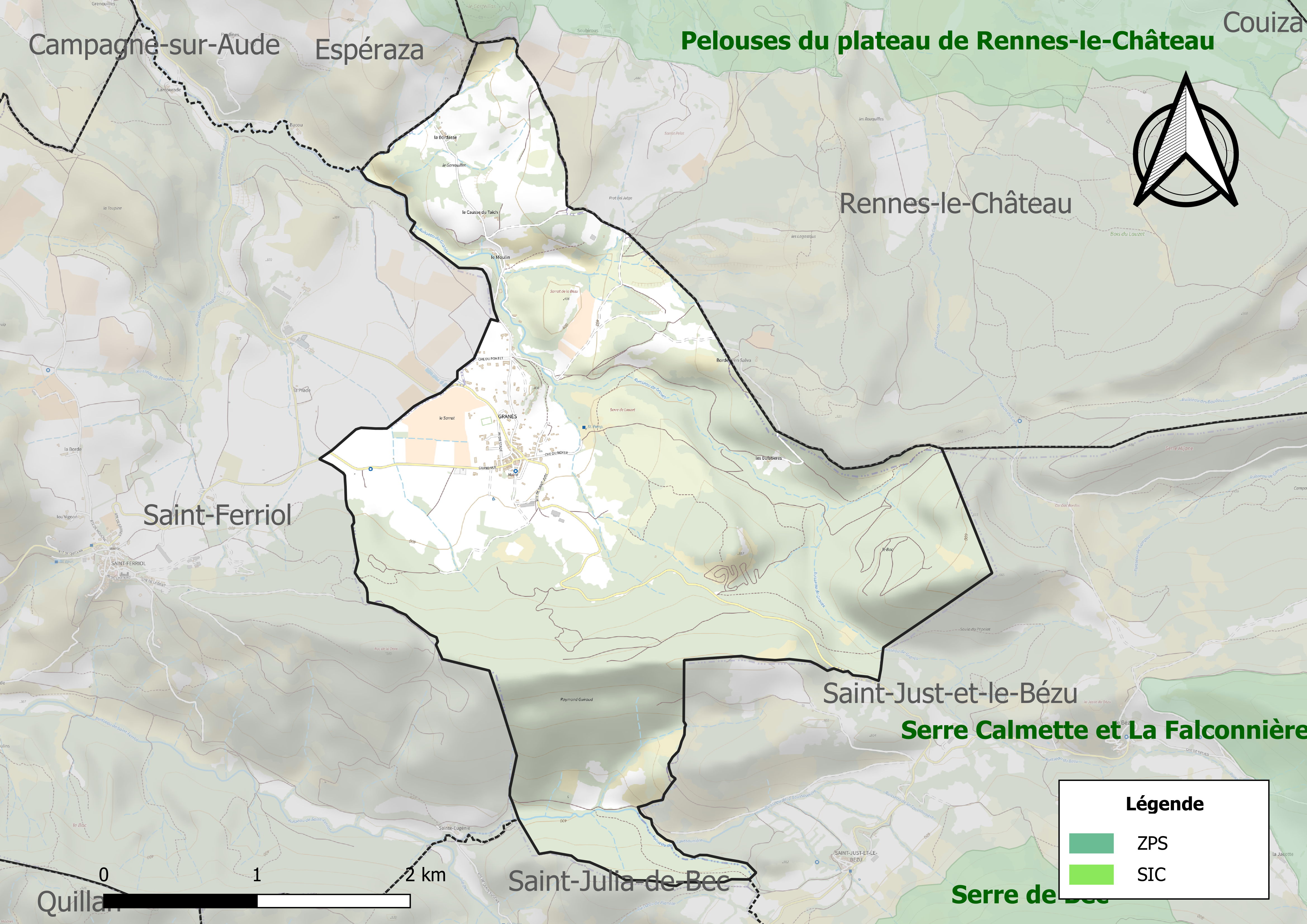
Sites Natura 2000 sur le territoire communal.

Le réseau Natura 2000 est un réseau écologique européen de sites naturels d'intérêt écologique élaboré à partir des directives habitats et oiseaux, constitué de zones spéciales de conservation (ZSC) et de zones de protection spéciale (ZPS). Un site Natura 2000 a été défini sur la commune au titre  de la directive oiseaux : les « hautes Corbières », d'une superficie de 28 398 ha, accueillant une avifaune riche et diversifiée : rapaces tels que les Busards, l'Aigle Royal, le Circaète Jean-le-Blanc, qui trouvent sur place des conditions favorables à la nidification et à leur alimentation du fait de l'importance des milieux ouverts.

#### Zones naturelles d'intérêt écologique, faunistique et floristique

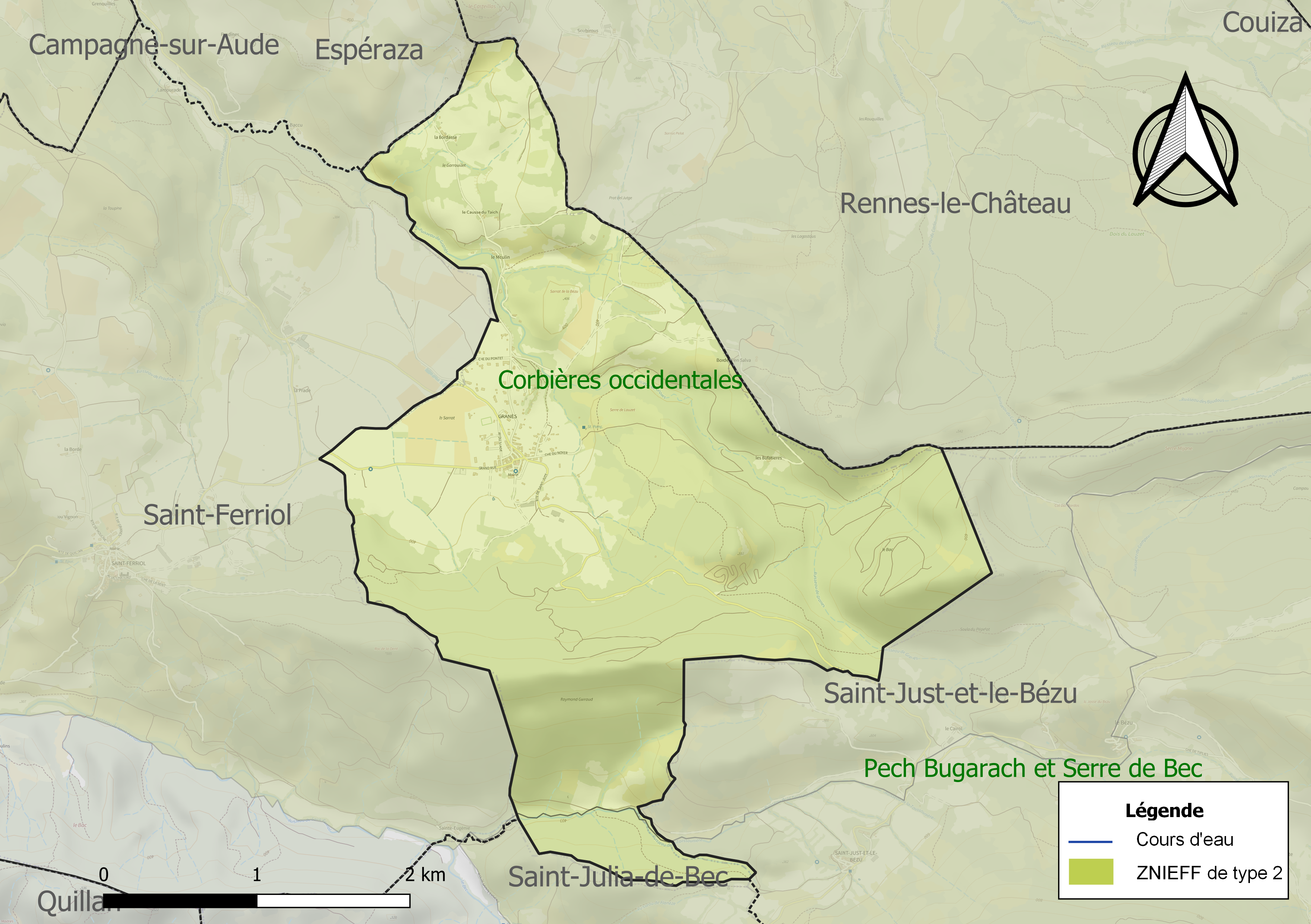
Carte des ZNIEFF de type 2 localisées sur la commune.

L’inventaire des zones naturelles d'intérêt écologique, faunistique et floristique (ZNIEFF) a pour objectif de réaliser une couverture des zones les plus intéressantes sur le plan écologique, essentiellement dans la perspective d’améliorer la connaissance du patrimoine naturel national et de fournir aux différents décideurs un outil d’aide à la prise en compte de l’environnement dans l’aménagement du territoire.
Deux ZNIEFF de type 2 sont recensées sur la commune :
- les « Corbières occidentales » (59 005 ha), couvrant 66 communes du département[14] ;
- le « pech Bugarach et Serre de Bec » (5 235 ha), couvrant 6 communes du département[15].

## Urbanisme

### Typologie
Au 1er janvier 2024, Granès est catégorisée commune rurale à habitat dispersé, selon la nouvelle grille communale de densité à 7 niveaux définie par l'Insee en 2022.
Elle est située hors unité urbaine et hors attraction des villes,.

### Occupation des sols
L'occupation des sols de la commune, telle qu'elle ressort de la base de données européenne d’occupation biophysique des sols Corine Land Cover (CLC), est marquée par l'importance des forêts et milieux semi-naturels (73,7 % en 2018), en augmentation par rapport à 1990 (65,4 %). La répartition détaillée en 2018 est la suivante : 
forêts (47,4 %), zones agricoles hétérogènes (26,3 %), milieux à végétation arbustive et/ou herbacée (26,3 %). L'évolution de l’occupation des sols de la commune et de ses infrastructures peut être observée sur les différentes représentations cartographiques du territoire : la carte de Cassini (XVIIIe siècle), la carte d'état-major (1820-1866) et les cartes ou photos aériennes de l'IGN pour la période actuelle (1950 à aujourd'hui).

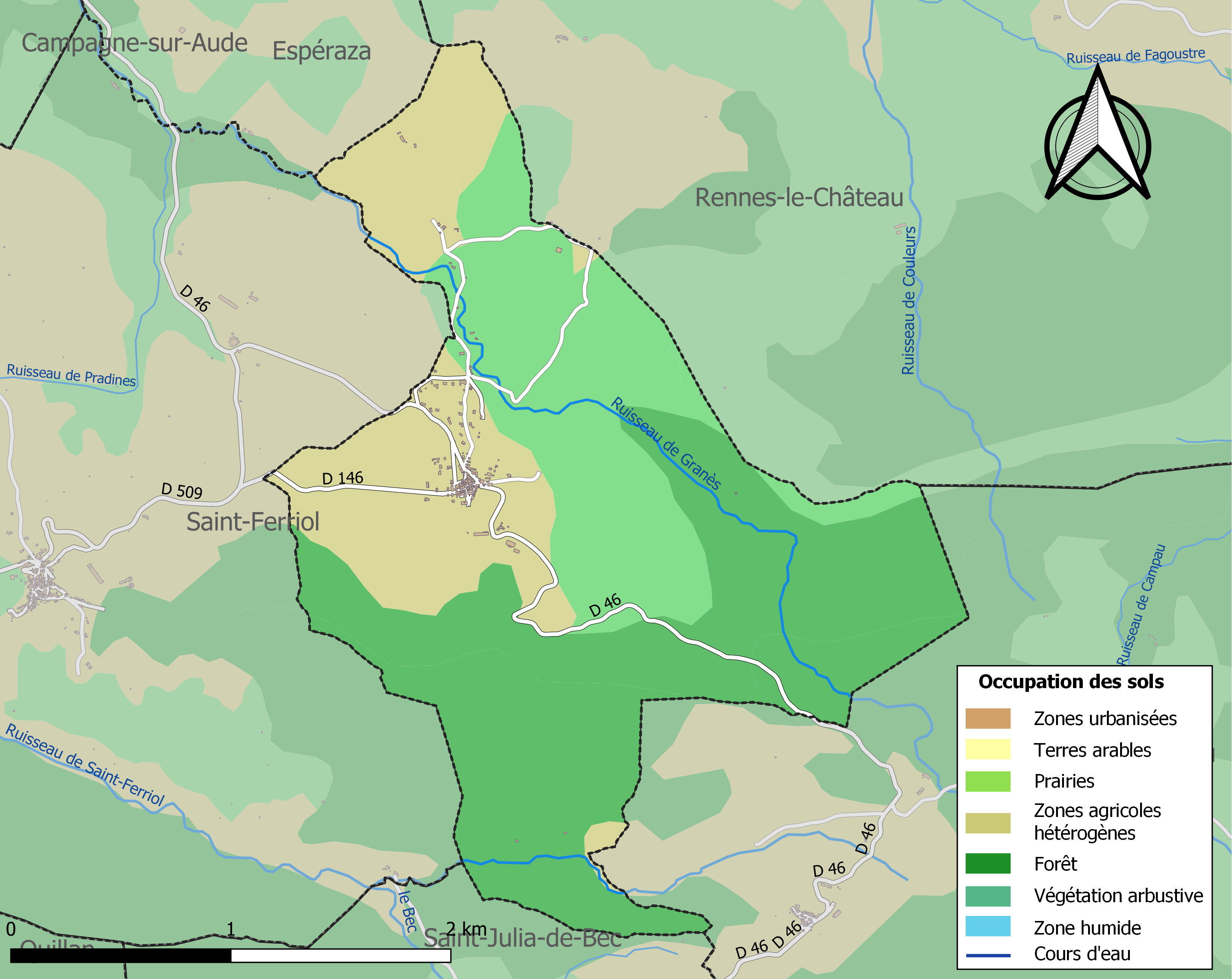
Carte des infrastructures et de l'occupation des sols de la commune en 2018 (CLC).

### Risques majeurs
Le territoire de la commune de Granès est vulnérable à différents aléas naturels : météorologiques (tempête, orage, neige, grand froid, canicule ou sécheresse), feux de forêts et séisme (sismicité modérée). Un site publié par le BRGM permet d'évaluer simplement et rapidement les risques d'un bien localisé soit par son adresse soit par le numéro de sa parcelle.

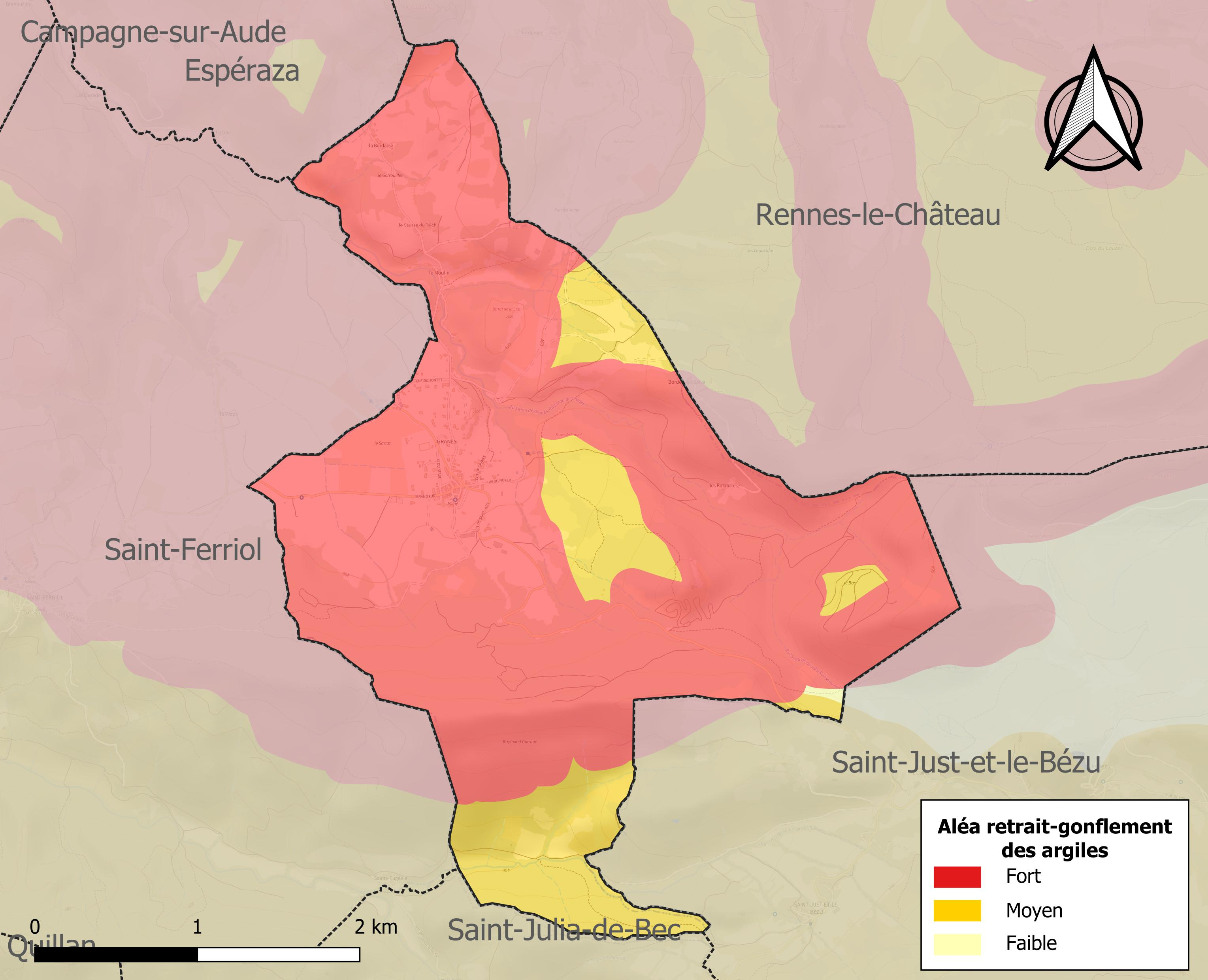
Carte des zones d'aléa retrait-gonflement des sols argileux de Granès.

Le retrait-gonflement des sols argileux est susceptible d'engendrer des dommages importants aux bâtiments en cas d’alternance de périodes de sécheresse et de pluie. 99,9 % de la superficie communale est en aléa moyen ou fort (75,2 % au niveau départemental et 48,5 % au niveau national). Sur les 91 bâtiments dénombrés sur la commune en 2019, 91 sont en aléa moyen ou fort, soit 100 %, à comparer aux 94 % au niveau départemental et 54 % au niveau national. Une cartographie de l'exposition du territoire national au retrait gonflement des sols argileux est disponible sur le site du BRGM,.

## Histoire
Au XVIIIe siècle, Granès faisait partie des seigneuries qui appartenaient à la famille Hautpoul, seigneurs de Rennes-le-Chateau. Au partage qui, le 22 septembre 1770, suivit la mort de François d'Hautpoul, marquis de Blanchefort, elle échut à sa seconde fille, Elisabeth d'Hautpoul, connue comme "la dernière Demoiselle de Rennes", et morte en mai 1820.
Le village, dont le nom signifie "terrain à petites graines" en occitan, constitua le grenier à céréales de la commune de Saint-Ferriol dont il dépendait jusqu'en 1789.
Le vendredi 13 novembre 1964, une météorite de 9 kg est tombée près du village. Actuellement elle est conservée à l'Université de Montpellier. Un moulage d'un morceau de cette météorite est exposé à la mairie,.

## Politique et administration

### Découpage territorial
La commune de Granès est membre de la communauté de communes des Pyrénées audoises , un établissement public de coopération intercommunale (EPCI) à fiscalité propre créé le 30 mai 2013 dont le siège est à Quillan. Ce dernier est par ailleurs membre d'autres groupements intercommunaux.
Sur le plan administratif, elle est rattachée à l'arrondissement de Limoux, au département de l'Aude, en tant que circonscription administrative de l'État, et à la région Occitanie.
Sur le plan électoral, elle dépend du canton de la Haute-Vallée de l'Aude pour l'élection des conseillers départementaux, depuis le redécoupage cantonal de 2014 entré en vigueur en 2015, et de la troisième circonscription de l'Aude  pour les élections législatives, depuis le redécoupage électoral de 1986.

### Liste des maires
| Période                                  | Période   | Identité        | Étiquette | Qualité |
| ---------------------------------------- | --------- | --------------- | --------- | ------- |
| avant 1981                               | ?         | Jean Lauze      | PS        |         |
| mars 2001                                | mars 2014 | Olivier Labadie |           |         |
| mars 2014                                | en cours  | Yves Aniort     | FG        |         |
| Les données manquantes sont à compléter. |           |                 |           |         |

## Démographie
L'évolution du nombre d'habitants est connue à travers les recensements de la population effectués dans la commune depuis 1793. Pour les communes de moins de 10 000 habitants, une enquête de recensement portant sur toute la population est réalisée tous les cinq ans, les populations de référence des années intermédiaires étant quant à elles estimées par interpolation ou extrapolation. Pour la commune, le premier recensement exhaustif entrant dans le cadre du nouveau dispositif a été réalisé en 2006.

En 2022, la commune comptait 116 habitants, en évolution de +18,37 % par rapport à 2016 (Aude : +2,65 %, France hors Mayotte : +2,11 %).
| 1793 | 1800 | 1806 | 1821 | 1831 | 1836 | 1841 | 1846 | 1851 |
| ---- | ---- | ---- | ---- | ---- | ---- | ---- | ---- | ---- |
| 158  | 129  | 155  | 151  | 162  | 160  | 130  | 166  | 146  |

| 1856 | 1861 | 1866 | 1872 | 1876 | 1881 | 1886 | 1891 | 1896 |
| ---- | ---- | ---- | ---- | ---- | ---- | ---- | ---- | ---- |
| 130  | 134  | 125  | 124  | 131  | 131  | 149  | 137  | 131  |

| 1901 | 1906 | 1911 | 1921 | 1926 | 1931 | 1936 | 1946 | 1954 |
| ---- | ---- | ---- | ---- | ---- | ---- | ---- | ---- | ---- |
| 135  | 138  | 136  | 143  | 140  | 131  | 122  | 123  | 109  |

| 1962 | 1968 | 1975 | 1982 | 1990 | 1999 | 2006 | 2011 | 2016 |
| ---- | ---- | ---- | ---- | ---- | ---- | ---- | ---- | ---- |
| 99   | 96   | 82   | 95   | 111  | 124  | 126  | 114  | 98   |

| 2021 | 2022 | - | - | - | - | - | - | - |
| ---- | ---- | - | - | - | - | - | - | - |
| 109  | 116  | - | - | - | - | - | - | - |

## Économie

### Emploi
| Division       | 2008   | 2013   | 2018   |
| -------------- | ------ | ------ | ------ |
| Commune        | 7,1 %  | 7,4 %  | 8,2 %  |
| Département    | 10,2 % | 12,8 % | 12,6 % |
| France entière | 8,3 %  | 10 %   | 10 %   |

En 2018, la population âgée de 15 à 64 ans s'élève à 60 personnes, parmi lesquelles on compte 63,9 % d'actifs (55,7 % ayant un emploi et 8,2 % de chômeurs) et 36,1 % d'inactifs,. Depuis 2008, le taux de chômage communal (au sens du recensement) des 15-64 ans est inférieur à celui de la France et du département.
La commune est hors attraction des villes,. Elle compte 15 emplois en 2018, contre 24 en 2013 et 24 en 2008. Le nombre d'actifs ayant un emploi résidant dans la commune est de 35, soit un indicateur de concentration d'emploi de 41,7 % et un taux d'activité parmi les 15 ans ou plus de 44,1 %.
Sur ces 35 actifs de 15 ans ou plus ayant un emploi, 13 travaillent dans la commune, soit 36 % des habitants. Pour se rendre au travail, 72,2 % des habitants utilisent un véhicule personnel ou de fonction à quatre roues, 11,2 % s'y rendent en deux-roues, à vélo ou à pied et 16,7 % n'ont pas besoin de transport (travail au domicile).

### Activités hors agriculture
Onze établissements sont implantés  à Granès au 31 décembre 2019. Le secteur du commerce de gros et de détail, des transports, de l'hébergement et de la restauration est prépondérant sur la commune puisqu'il représente 54,5 % du nombre total d'établissements de la commune (6 sur les 11 entreprises implantées  à Granès), contre 32,3 % au niveau départemental.

### Agriculture
|                                   | 1988 | 2000 | 2010 |
| --------------------------------- | ---- | ---- | ---- |
| Exploitations                     | 15   | 8    | 6    |
| Superficie agricole utilisée (ha) | 312  | 446  | 308  |

La commune fait partie de la petite région agricole dénommée « Pays de Sault »,. En 2010, l'orientation technico-économique de l'agriculture  sur la commune est la polyculture et le polyélevage. Six exploitations agricoles ayant leur siège dans la commune sont dénombrées lors du recensement agricole de 2010 (douze en 1988). La superficie agricole utilisée est de 308 ha.

## Culture locale et patrimoine

### Lieux et monuments
- Église Saint Ferriol de Granès (une niche sur la façade sud contient une statue en terre cuite de Sainte Germaine de Pibrac[35].

### Héraldique
| Blason de Granès | Blason  | Écartelé : au 1er et au 4e d'argent à la fasce de gueules, au 2e et au 3e d'or au pal d'azur. |
| Blason de Granès | Détails | Le statut officiel du blason reste à déterminer.                                              |